# Polybius (jogo eletrônico)

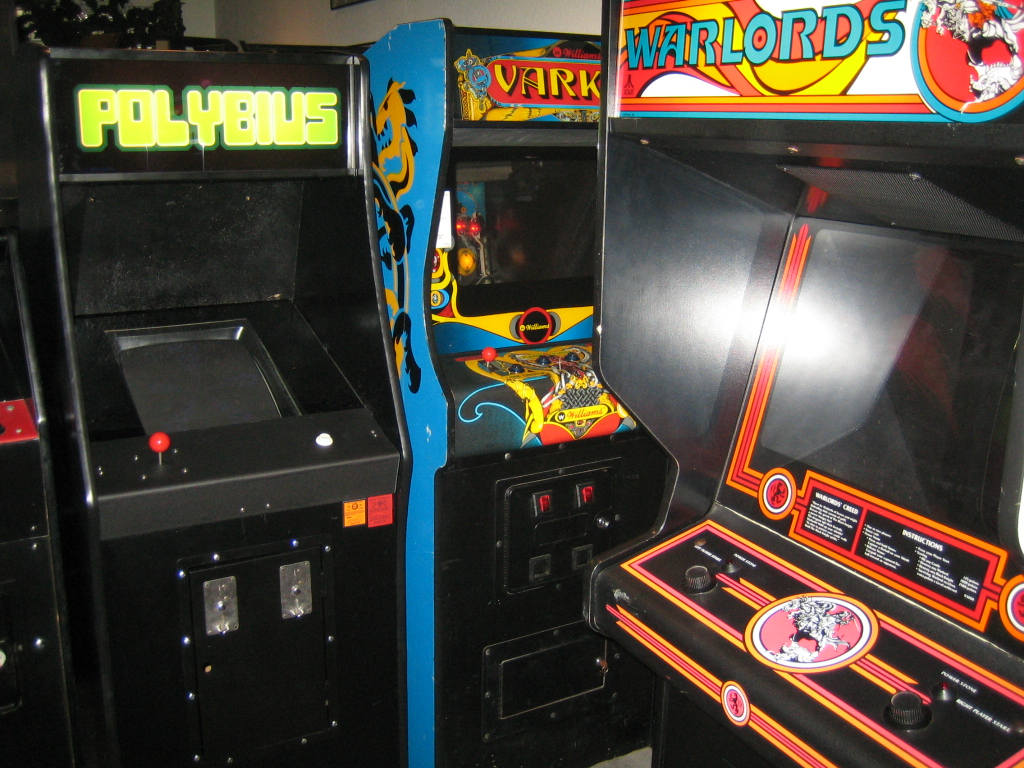
Réplica da máquina arcade do Polybius

Polybius é um alegado jogo de arcade, que se tornou conhecido na internet por uma lenda urbana. Feito por uma empresa chamada Sinnesloschen, o videogame, tipo quebra-cabeça, teria sido um experimento obscuro do governo americano, que, segundo a lenda, poderia apagar a memória e causar pesadelos arrepiantes. Esse relato não foi comprovado, mas o mito teve uma repercussão tão grande que foi parodiado em um episódio dos Simpsons.
Polybius vem do nome Políbio, um historiador grego que ficou conhecido por suas obras, trabalhou com relação à criptografia e no desenvolvimento do "Diagrama de Políbio".

## Lenda urbana
De acordo com a história, um desconhecido jogo de arcade apareceu nos subúrbios de Portland, Oregon, em 1981, algo raro na época. O jogo, Polybius, tornou-se incrivelmente popular, a ponto de viciar, filas se formavam em volta das máquinas, resultando inclusive em brigas para ver quem seria o próximo a jogar, isso tudo supostamente seguido por visitas dos homens de preto ao invés de coletores de marketing de companhias de máquinas de arcade, que coletavam arquivos estranhos para testar as respostas de psicoatividade nas máquinas. Os jogadores diziam sofrer uma série de efeitos colaterais indesejáveis, incluindo amnésia, insônia, pesadelos, terror noturno, e até mesmo suicídio. Em outras versões da lenda, alguns jogadores pararam de jogar jogos eletrônicos, enquanto há relatos que um se tornou um ativista "anti-jogos eletrônicos". O responsável por criar o Polybius é Ed Rotberg, e a companhia fabricante na lenda urbana permanece sob o nome Sinneslöschen (em alemão algo como "extinção sensorial").
A jogabilidade seria semelhante ao famoso Tempest, outros diziam que o jogo continha mensagens subliminares que poderiam influenciar nas ações de quem jogava.

### A verdade por trás da lenda
De acordo com o autor Brian Dunning, Polybius nada mais é do que uma lenda urbana, exagerada ao extremo pela cultura de “creepypasta” (histórias de terror que são espalhadas infinitamente por meio de toda a Internet). Segundo Brian, Polybius é, na verdade, uma versão pré-lançamento do jogo Tempest, que precisou ser reavaliado por causar problemas como epilepsia fotosensitiva, enjoos e vertigem.

## Cultura pop
Não existe qualquer prova da existência do jogo. Em 2011, rumores correram pela Internet de que um arcade havia sido encontrado no estado do Oregon, com a possibilidade da mesma ser leiloada no eBay. Porém, nada mais foi falado sobre o assunto. Enquanto uma prova real da existência de Polybius não surge no mundo, ele continua no imaginário popular. Há aparições do título em obras de cultura pop, como em episódio de Os Simpsons, quadrinhos como Hack/Slash e Batman Inc, além de ser um dos pontos principais do livro Armada, de Ernest Cline.
Como o jogo não tem nenhuma imagem oficial, gamers tentaram recriá-lo usando como base os vários relatos sobre sua existência. No site Sinneslöchen, mesmo nome da possível produtora do game, é possível baixar uma ROM para arcades criada por entusiastas que gostariam de ver Polybius como uma realidade.